# Luigi Corvaglia
Luigi Corvaglia (Melissano, 1892 – Roma, 1966) è stato un filosofo e scrittore italiano.

## Biografia

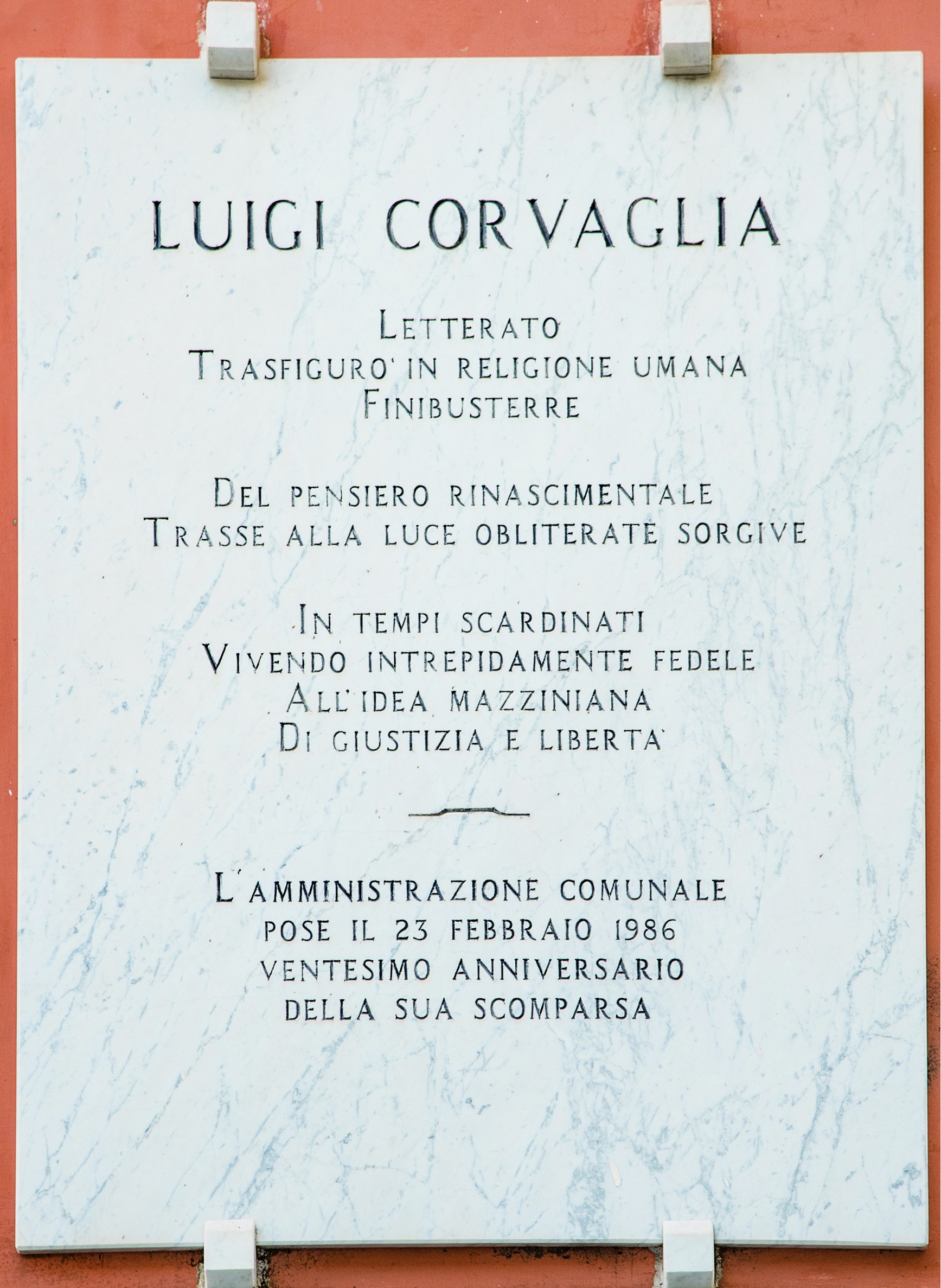
Epigrafe casa natale di L. Corvaglia a Melissano

Luigi Corvaglia ha operato soprattutto in tre campi: nella Filosofia del Rinascimento, nel Teatro e nella Letteratura Narrativa, pubblicandone a suo tempo i risultati.
Tra i lavori teatrali meritano di essere ricordate le commedie:La casa di Seneca (1926); Rondini (1928); Tantalo (1929); Santa Teresa e Aldonzo (1931).
Tra gli studi filosofico-scientifici si distinguono per vastità e profondità i volumi Le opere di Giulio Cesare Vanini e le loro fonti (1933-34) e Vanini - Edizioni e plagi, risposta polemica condotta contro le veementi critiche ricevute da Guido Porzio.
Nel 1936 pubblica il romanzo Finibusterre, trasfigurazione quasi sacra della sua amata terra e del popolo del Basso Salento, ch'egli incitava - con ogni mezzo, anche se spesso travisato e intralciato e persino calunniato - a crescere, per migliorare materialmente e moralmente. Il romanzo fu ben accolto dalla critica. Benedetto Croce, a cui Corvaglia lo aveva dedicato, rimarcò "lo sfondo storico rappresentato in modo assai vigoroso" e il "trattamento dei caratteri e degli effetti". Con maggiore puntualità Annibale Pastore (già suo professore all'Università di Torino) gli confidava di sentire emergere nella sua mente, attraverso figure e temi del romanzo, ricordi sepolti, "struggente malinconia", un mondo molto simile a quello del Manzoni, "anch'esso celato alla superficie, soffuso d'ironia-limite", e tuttavia turbato da altri affascinanti caratteri, quali: "il sorprendente realismo, la perfetta armonia, l'effusione poetica, l'occhio acuto e sicuro, che scruta l'animo umano fin nelle più remote pieghe".
Dal 1936 fino alla morte si dedica totalmente, per un trentennio intero, allo studio del pensiero del Rinascimento, animato dal bisogno di "trarre alla luce obliterate sorgive", e percorrendo il movimento (spesso alquanto sconosciuto) della filosofia europea, che dal Rinascimento risale fino al Medio Evo.
Dal 1943 al 1946 s'apre nella sua vita uno spiraglio di fiducia verso gli "uomini impegnati", e si presta - "doverosamente" secondo la sua fede politica - all'attività politica, accogliendo e votandosi alla cultura mazziniana, cui rimane fedele sin dagli anni della prima giovinezza. È di questo periodo la pubblicazione, tra l'altro, dei Quaderni Mazziniani: Noi Mazziniani, Mazzini ed il Partito di Azione, L'Acherontico retaggio, Il Partito Repubblicano italiano, il discorso Ai giovani, la conferenza (edita da Laterza) su Giuseppe Mazzini.

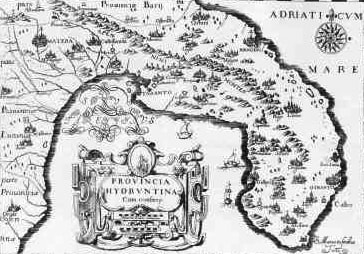
Carta del Salento

Dopo la proclamazione della Repubblica Italiana, però, si allontana da ogni azione politica, ritenendola del tutto estranea e lontana dall'ideale da lui vagheggiato e sperato. Si trasferisce a Roma, nell'ambiente culturale a lui più consono, ritornando agli studi tra i suoi libri, dove soltanto sente di vivere senza alcun compromesso, in assoluta libertà.

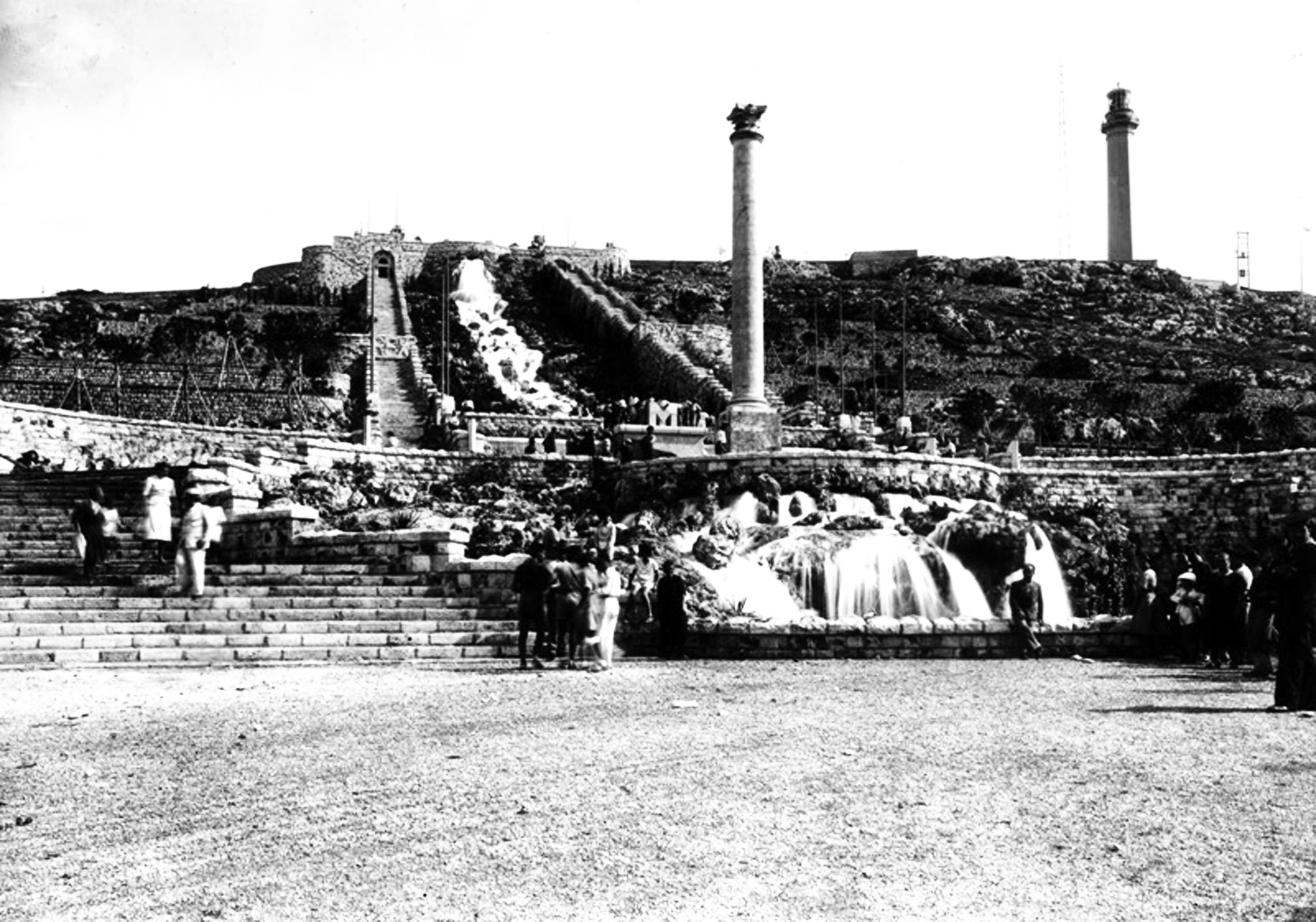
Cascata di S.M. di Leuca

## Opere postume
Al lavoro dell'ultimo ventennio si deve il proseguimento degli studi vaniniani, con la stesura di un terzo, quarto e quinto volume, pubblicati postumi a cura della figlia Maria. Rimasta ancora inedita e inesplorata rimane, invece, la monografia di Giulio Cesare Scaligero, un lavoro di "speleologia dottrinaria", come egli stesso amava dire e come lasciò scritto. Luigi Corvaglia si spense proprio quando il traguardo era già vicino. Dovrebbe aver ultimato anche una monografia su Gerolamo Cardano, ma anche questa andrebbe posta tra gli inediti. Ancora oggi, a 50 anni di distanza dalla sua scomparsa, il problema degli inediti resta aperto e forse lontano dalla soluzione.
Nel 2016, in occasione del 50º anniversario della morte del letterato-filosofo, su iniziativa dell'Amministrazione Comunale di Melissano, è stato avviato un "Biennio di Studio dell'opera di Luigi Corvaglia" (2017-2019), al fine di approfondirne e divulgarne la conoscenza.  Alla realizzazione del progetto collaborano, come protagonisti, anche l'Amministrazione Provinciale di Lecce, l'Università degli Studi del Salento e l'Istituto Comprensivo Statale di Melissano, che chiuderanno il biennio dei lavori, organizzando nell'aprile 2019 il "1º Convegno Nazionale di Studio su Luigi Corvaglia", al fine di dibattere argomenti di particolare interesse presenti nella sua opera. A tale riguardo si sta già operando non solo sul piano della ricerca specialistica e accademica, ma anche sulla promozione d'iniziative, che coinvolgano biblioteche e settori culturali degli Enti Locali, creando opportunità per sviluppare in maniera articolata e organica la ricognizione e la valorizzazione del patrimonio culturale salentino in generale e melissanese in particolare, lasciato in eredità da Luigi Corvaglia.

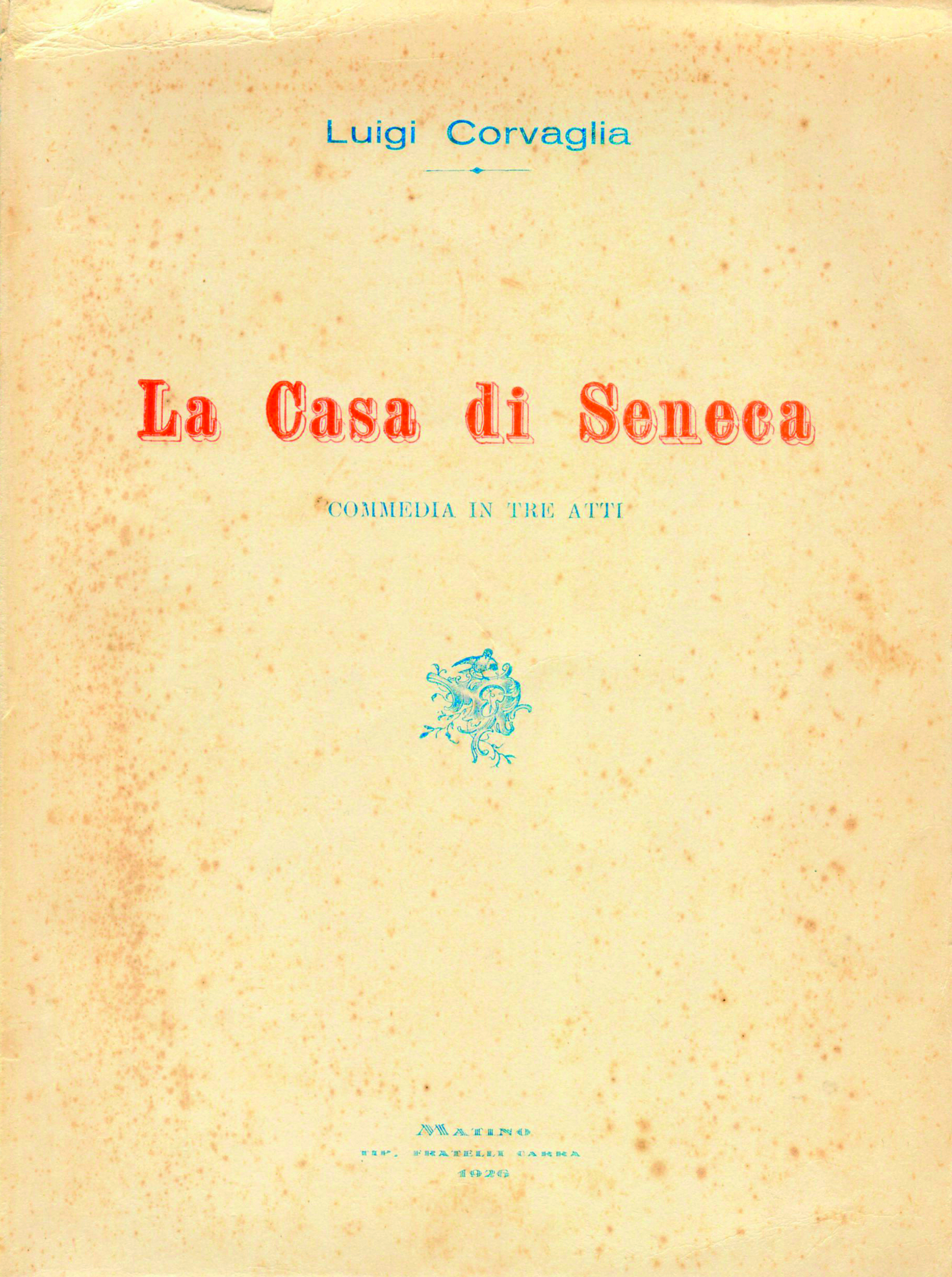
La casa di Seneca- Commedia di L. Corvaglia

## Opere

### Opere letterarie - commedie
- La casa di Seneca (dedicata a "A mio Padre"); Tipografia Fratelli Carra, Matino (Lecce), 1926.
- Rondini (dedicata "Al mio povero innocente Nova, fuggevole visione di un Infinito", che avvampa e dilegua in vicenda amara di avventi senza natale"; Tipografia Fratelli Carra, Matino (Lecce), 1928.
- Tantalo (dedicata "A mia Madre"); Tipografia Fratelli Carra, Matino (Lecce), 1929.
- Santa Teresa e Aldonzo (dedicata "Alla mia donna"); L. Cappelli Editore, Bologna, 1931.

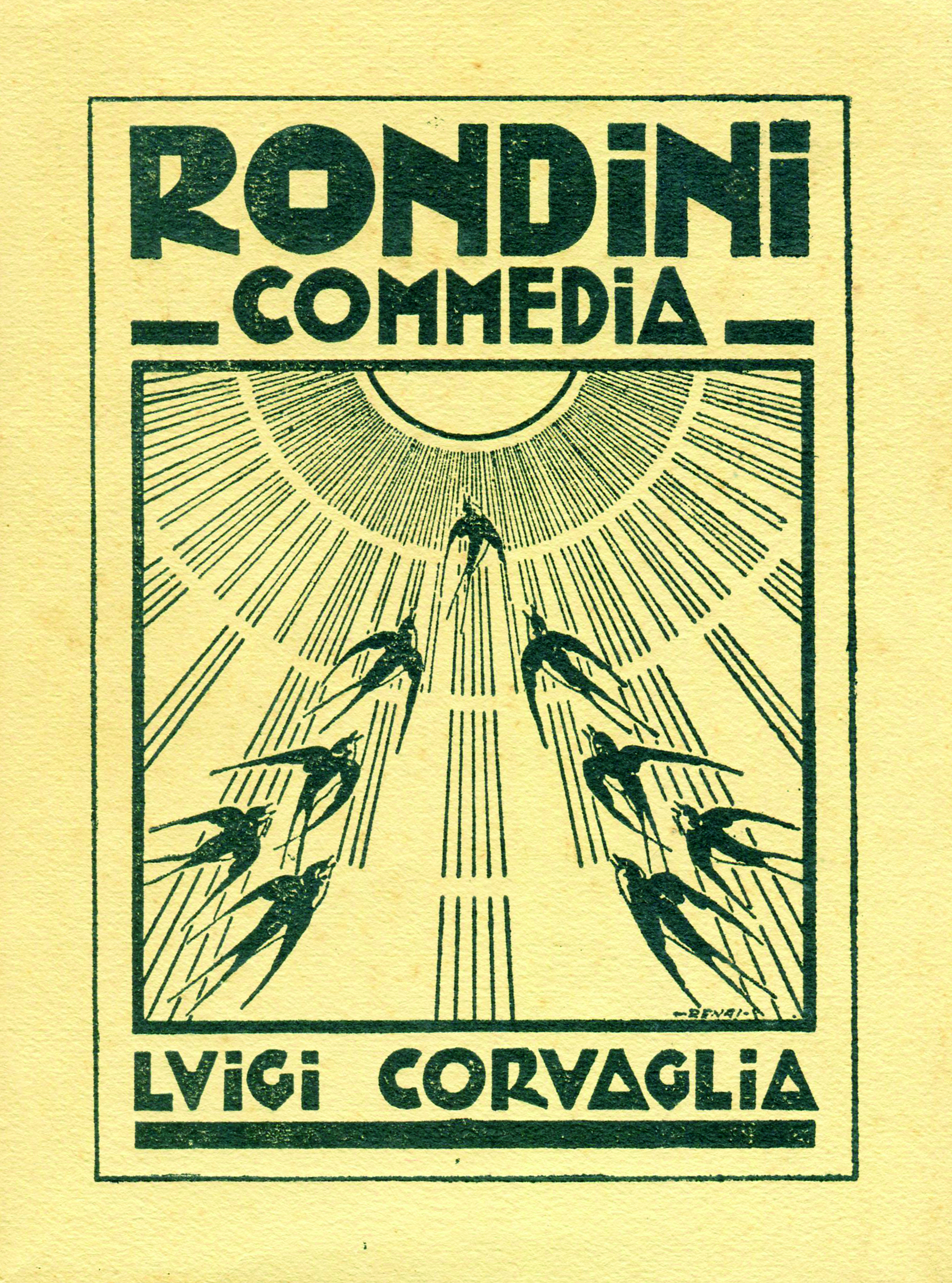
Rondini- Commedia di L. Corvaglia

### Opere letterarie - Romanzo
- Finibusterre, Editrice Dante Alighieri, Milano, 1936. Ristampato anastaticamente nel 1981 - con Introduzione di Donato Valli -, presso Congedo Editore di Galatina e successivamente nel 2006 presso Edizioni dell'Iride di Tricase .[1]

### Opere filosofiche
- Le opere di Giulio Cesare Vanini e le loro fonti, Vol. I. Anphitheatrum Aeternae Providentiae,  Società Dante Alighieri, Milano, 1933.
- Vanini. Edizioni e plagi, Tipografia Carra di Casarano, 1934.
- Ricognizione delle opere di G.C. Vanini, in "Giornale Critico della Filosofia Italiana", fascicolo IV, 1957.
- Giulio Cesare Vanini e le sue fonti, (postumo), pubblicato dalla figlia Maria Corvaglia in "Zagaglia", n. 43, settembre 1969.
- La poetica di Giulio Cesare Scaligero nella sua genesi e nel suo sviluppo, in "Giornale Critico della Filosofia Italiana", Sansoni Edizioni Scientifiche, Firenze, 1959, fascicolo II, pp. 213– 239.
- Le opere di Giulio Cesare Vanini, Ristampa a cura di Maria Corvaglia e Gino Pisanò, in vari tomi presso Congedo Editore, Galatina, negli anni 1991-1994. Ora anche in Le opere di Giulio Cesare Vanini e le loro fonti: 1 PDF Download.

### Opere Politiche
- Quaderni Mazziniani n° 1. Noi Mazziniani, Tipografica di Matino (Lecce), 1944
- Quaderni Mazziniani n° 2. Mazzini e il partito d' azione (critica), Tipografica di Matino (Lecce), 1944
- Quaderni Mazziniani n° 3. L'acherontico retaggio (con l'elogio della vita comune), Tipografica di Matino (Lecce), 1944
- Quaderni Mazziniani n° 4. Il partito repubblicano italiano, Tipografica di Matino (Lecce). Discorso tenuto a Lecce nel Teatro Paisiello il 21 gennaio 1945.
- Giuseppe Mazzini, Discorso commemorativo tenuto a Lecce nel Teatro Apollo il 10 marzo 1947, Laterza, Bari, 1947

## Bibliografia

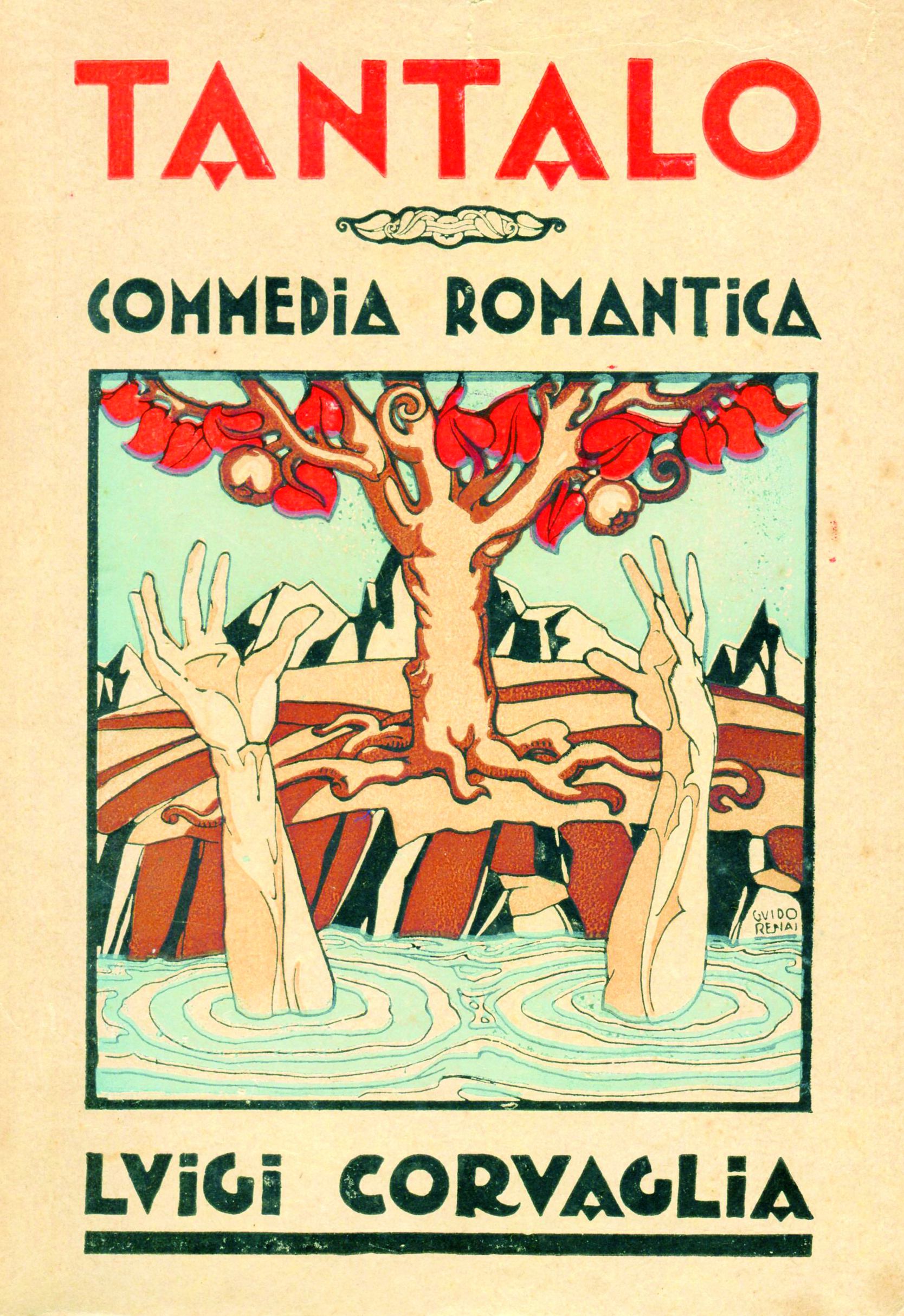
Tantalo- Commedia di L. Corvaglia